# Liste des fontaines de la Haute-Saône
Cet article vise à recenser les fontaines de la Haute-Saône, en France.

## Liste
| Œuvre                                      | Auteur                              | Commune                 | Localisation                         | Notes                                                       | Installation | Coordonnées                      | Illustration                                                                                     |
| ------------------------------------------ | ----------------------------------- | ----------------------- | ------------------------------------ | ----------------------------------------------------------- | ------------ | -------------------------------- | ------------------------------------------------------------------------------------------------ |
| Grande fontaine-lavoir de Velotte          | À déterminer                        | Amblans-et-Velotte      | À déterminer                         | Inscrit MH (1986).                                          | À déterminer | 47° 40′ 55″ nord, 6° 25′ 15″ est | Grande fontaine-lavoir de Velotte                                                                |
| Fontaine Napoléon                          | Pierre Mougenot                     | Bouligney               | À déterminer                         | Inscrit MH (1996).                                          | À déterminer | 47° 53′ 40″ nord, 6° 14′ 28″ est | Fontaine Napoléon de Bouligney                                                                   |
| Grande fontaine de Boult                   | Georges Costain                     | Boult                   | À déterminer                         | Inscrit MH (1996).                                          | À déterminer | 47° 22′ 55″ nord, 6° 00′ 02″ est | Grande fontaine de Boult                                                                         |
| Fontaine d'Esprels                         | À déterminer                        | Esprels                 | À déterminer                         | Inscrit MH (1977).                                          | À déterminer | 47° 32′ 05″ nord, 6° 22′ 20″ est | Fontaine d'Esprels                                                                               |
| Fontaine d'Étuz                            | Pierre Marnotte                     | Étuz                    | À déterminer                         | Inscrit MH (1979).                                          | À déterminer | 47° 20′ 59″ nord, 5° 56′ 26″ est | Fontaine d'Étuz                                                                                  |
| Fontaine-lavoir de Fallon                  | Jean-Charles Colombot               | Fallon                  | À déterminer                         | Classé MH (1988).                                           | À déterminer | 47° 30′ 30″ nord, 6° 28′ 55″ est | Fontaine-lavoir de Fallon                                                                        |
| Fontaine de Faucogney-et-la-Mer            | Jean Gruyer                         | Faucogney-et-la-Mer     | À déterminer                         | Classé MH (1992).                                           | À déterminer | 47° 50′ 34″ nord, 6° 33′ 50″ est | Fontaine de Faucogney-et-la-Mer                                                                  |
| Fontaine-lavoir de Fontenois-lès-Montbozon | Louis-Nicolas Well                  | Fontenois-lès-Montbozon | À déterminer                         | Inscrit MH (1979).                                          | À déterminer | 47° 29′ 05″ nord, 6° 14′ 08″ est | Fontaine-lavoir de Fontenois-lès-Montbozon                                                       |
| Grande fontaine de Frasne-le-Château       | Louis-Nicolas Well                  | Frasne-le-Château       | À déterminer                         | Inscrit MH (1996).                                          | À déterminer | 47° 27′ 39″ nord, 5° 53′ 45″ est | Grande fontaine de Frasne-le-Château                                                             |
| Fontaine Romé de l'Isle,                   | Constant Grandgirard                | Gray                    | Contre la façade de l'hôtel de ville | Inscrit MH (2007). Représente Jean-Baptiste Romé de L'Isle. | 1858         | 47° 26′ 44″ nord, 5° 35′ 33″ est | Fontaine Romé de l'Isle                                                                          |
| Fontaine Devosge                           | Constant Grandgirard                | Gray                    | Contre la façade de l'hôtel de ville | Représente François Devosge.                                | 1858         | à géolocaliser                   | Fontaine Devosge« Monument à François Devosge à Gray », sur À nos grands hommes                  |
| Grande fontaine de Gy                      | César Convers et Alphonse Delacroix | Gy                      | À déterminer                         | Inscrit MH (2001).                                          | À déterminer | 47° 24′ 19″ nord, 5° 48′ 42″ est | Grande fontaine de Gy                                                                            |
| Fontaine-lavoir du Savourot                | À déterminer                        | Héricourt               | À déterminer                         | Inscrit MH (1979).                                          | À déterminer | 47° 34′ 30″ nord, 6° 45′ 20″ est | Fontaine-lavoir du Savourot                                                                      |
| Grande fontaine d'Igny                     | Christophe Colard                   | Igny                    | À déterminer                         | Inscrit MH (1990).                                          | À déterminer | 47° 28′ 44″ nord, 5° 45′ 47″ est | Grande fontaine d'Igny                                                                           |
| Fontaine Marianne                          | À déterminer                        | Jussey                  | À déterminer                         | Inscrit MH (2000).                                          | À déterminer | 47° 49′ 37″ nord, 5° 53′ 51″ est | Fontaine Marianne                                                                                |
| Fontaine-lavoir de Lomont                  | À déterminer                        | Lomont                  | À déterminer                         | Inscrit MH (1931).                                          | À déterminer | 47° 37′ 18″ nord, 6° 36′ 55″ est | Fontaine-lavoir de Lomont                                                                        |
| Grande fontaine de Mollans                 | Louis-Nicolas Well                  | Mollans                 | À déterminer                         | Inscrit MH (2008).                                          | À déterminer | 47° 38′ 53″ nord, 6° 22′ 16″ est | Grande fontaine de Mollans                                                                       |
| Lavoir du centre de Mollans                | Jean-Baptiste Colard                | Mollans                 | À déterminer                         | Inscrit MH (2008).                                          | À déterminer | 47° 38′ 58″ nord, 6° 22′ 11″ est | Lavoir du centre de Mollans                                                                      |
| Lavoir Buriot                              | Louis-Nicolas Well                  | Mollans                 | À déterminer                         | Inscrit MH (2008).                                          | À déterminer | 47° 39′ 00″ nord, 6° 22′ 03″ est | Lavoir Buriot                                                                                    |
| Fontaine-lavoir de Montagney               | Christophe Colard                   | Montagney               | À déterminer                         | Inscrit MH (1986).                                          | À déterminer | 47° 17′ 11″ nord, 5° 39′ 30″ est | Fontaine-lavoir de Montagney                                                                     |
| Fontaine du Cygne                          | Louis Moreau                        | Montbozon               | À déterminer                         | Classé MH (1977).                                           | À déterminer | 47° 27′ 55″ nord, 6° 15′ 41″ est | Fontaine du Cygne                                                                                |
| Fontaine-lavoir sud                        | Louis Moreau                        | Oyrières                | À déterminer                         | Classé MH (1988).                                           | À déterminer | 47° 31′ 53″ nord, 5° 33′ 50″ est | Fontaine-lavoir sud d'Oyrières                                                                   |
| Fontaine Jeanne d'Arc                      | Marie d'Orléans                     | Passavant-la-Rochère    | Sur la place Jeanne d'Arc            | Représente Jeanne d'Arc.                                    | À déterminer | à géolocaliser                   | Fontaine Jeanne d'Arc« Monument à Jeanne d'Arc à Passavant-la Rochère », sur À nos grands hommes |
| Fontaine-lavoir de Pennesières             | René Attiret                        | Pennesières             | À déterminer                         | Inscrit MH (2004).                                          | À déterminer | 47° 29′ 07″ nord, 6° 05′ 56″ est | Fontaine-lavoir de Pennesières                                                                   |
| Fontaine de l'Abondance                    | Charles Desgranges                  | Rupt-sur-Saône          | Place de l'Abondance                 |                                                             | 1884         | 47° 38′ 48″ nord, 5° 55′ 52″ est | Fontaine de l'Abondance                                                                          |
| Grande fontaine de Vauvillers              | À déterminer                        | Vauvillers              | À déterminer                         | Inscrit MH (2011).                                          | À déterminer | 47° 55′ 23″ nord, 6° 05′ 45″ est | Grande fontaine de Vauvillers                                                                    |
| Rencontre                                  | Aline Bienfait                      | Vesoul                  | À déterminer                         |                                                             | À déterminer | à géolocaliser                   | Rencontre                                                                                        |
| Fontaine à l'obélisque                     | À déterminer                        | Vesoul                  | À déterminer                         |                                                             | À déterminer | à géolocaliser                   | Fontaine à l'obélisque                                                                           |
| Fontaine du collège Gérôme                 | À déterminer                        | Vesoul                  | À déterminer                         |                                                             | À déterminer | à géolocaliser                   | Fontaine du collège Gérôme                                                                       |
| La Chapelle d'Eau                          | Bernard Jobin                       | Vesoul                  | À déterminer                         |                                                             | À déterminer | à géolocaliser                   | Image manquante                                                                                  |

### Fontaines disparues ou retirées
| Œuvre               | Auteur                             | Commune           | Localisation                         | Notes                                                                     | Installation | Coordonnées    | Illustration    |
| ------------------- | ---------------------------------- | ----------------- | ------------------------------------ | ------------------------------------------------------------------------- | ------------ | -------------- | --------------- |
| Fontaine de Neptune | Copie d'après Vital Gabriel Dubray | Luxeuil-les-Bains | Dans les jardins de l'hôtel de ville | Représentait Neptune. Détruite lors du réaménagement de la place en 1939. | 1863         | à géolocaliser | Image manquante |